# Dselect
dselect — компьютерная программа, использовавшаяся для управления программными пакетами в операционной системе Debian.
dselect является одним из старейших фронтендов к dpkg, и большая часть его развития пришлась на то время, когда она была первоначально написана Яном Джексоном, который написал его вместе с dpkg.
Работа над dselect началась в dpkg версии 0.93.12, а первый альфа-релиз dselect был сделан 27 марта 1995 года в версии 0.93.32. dselect распространялся в составе пакета dpkg до 21 июня 2002 года; даже после того, как он был отделён в отдельный пакет, он был сохранен в качестве предварительной зависимости dpkg в целях содействия обновлениям. Он является автономным пакетом с 3 марта 2005 года.
dselect имеет текстовый пользовательский интерфейс, сочетания клавиш которого обычно считаются довольно неинтуитивными, а его механизм разрешения зависимостей — субоптимальным. dselect теперь может использовать apt как back-end 'метод' для установки пакетов.
Сегодня, dselect в значительной степени вытеснен фронтендами Advanced Packaging Tool.